# 佳能PowerShot A640

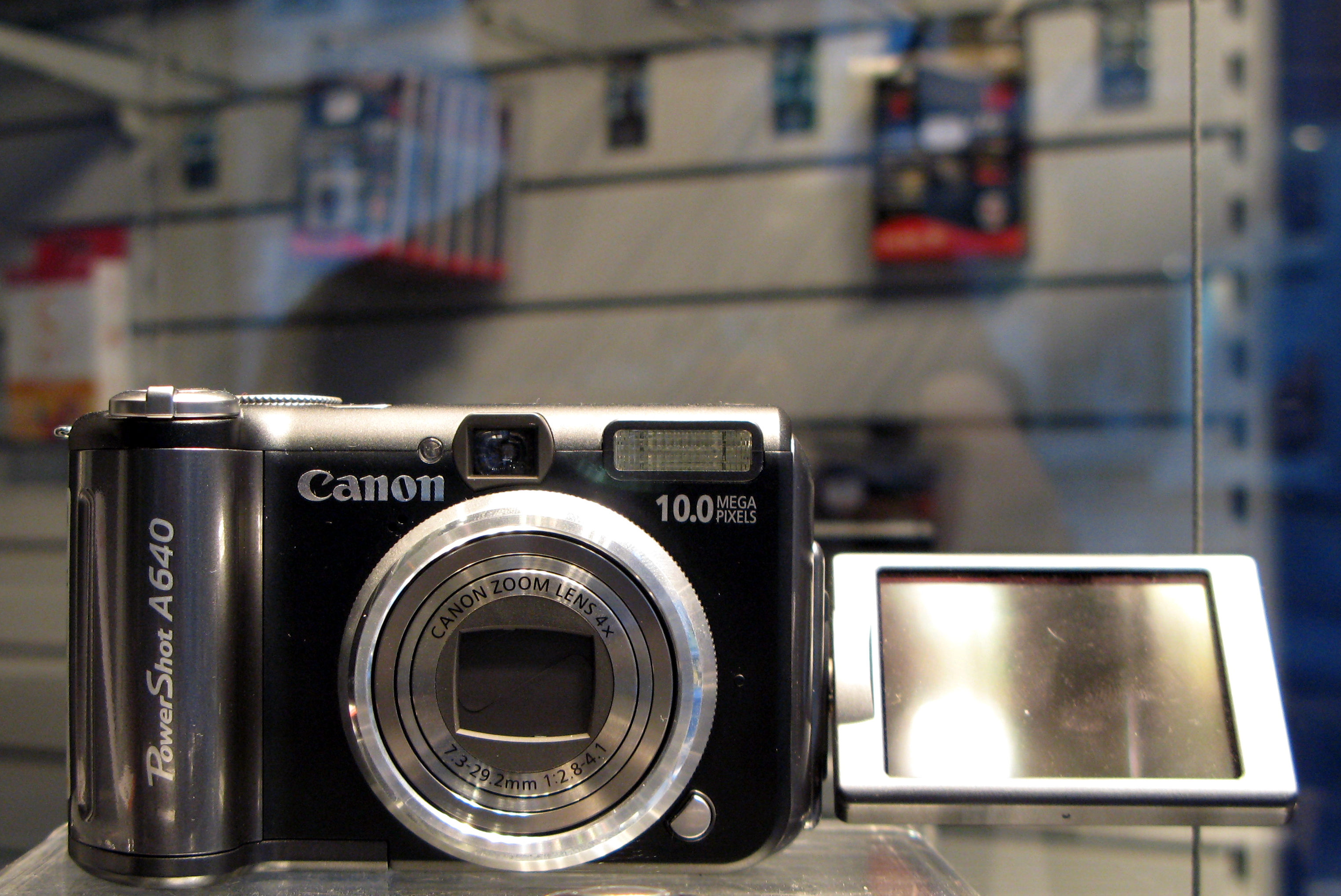
PowerShot A640，黑色机身与旋转式液晶屏

佳能 PowerShot A640是一款佳能出品的数码相机，属于Canon PowerShot系列，它于2006年8月发布。
A640的前任是Canon PowerShot A620。
佳能在A640上，第一次将千万像素引入PowerShot系列数码相机。虽然相机成像质量好坏不能单纯凭借像素指标，但是“千万像素”确实是一个足够吸引人的“广告数字”。

## 主要性能参数
- 1 千万 有效像素
- 4倍光学变焦
- 1/1.8 英寸 CCD
- 2.5寸可旋转TFT液晶屏，分辨率11.5万象素
- 快门：15～1/2500秒
- ISO：80/100/200/400/800
- 9点智能对焦
- 有声短片记录（Motion JPEG编码与单声道音频）
- 使用SDHC卡／SD卡／MMC卡作为存储介质
- 使用DIGIC II数字处理芯片
- 使用4节AA电池
- Exif 2.2
- 不带电池约245克

## 改机
佳能PowerShot A6x0系列拥有较大尺寸的CCD，为优质成像提供了保证。有爱好者研究出对 A6x0 及S2 IS与S3 IS进行修改而使其能输出RAW格式图像的方法。这使A6x0变得更加具有吸引力。